# 유전적 부동
유전적 부동(遺傳的浮動, 영어: genetic drift)은 생물 집단의 생식 과정에서 유전자의 무작위 표집으로 나타나는 대립형질의 발현 빈도 변화를 가리키는 생물학 용어이다. 유전적 부동의 결과 자식 세대는 무작위적으로 선택된 부모 세대의 유전형질을 물려받으며 이로써 발현된 유전형질은 생존과 재생산을 할 수 있는 새로운 기회를 얻게 된다. 집단의 대립형질 발현빈도는 그들이 갖고 있는 전체 유전형질에 대한 발현된 대립형질의 비율로 나타낼 수 있다.
유전적 부동에 의해 지속적으로 변화하는 대립형질 발현빈도는 진화의 주요 요인 가운데 하나로서 작용한다. 유전적 부동의 과정에서 특정한 유전형질이 고착되어 새로운 유전특성을 갖는 집단이 생기게 된다. 이렇게 생겨난 집단은 또다시 유전적 부동을 겪으면서 계속적인 진화의 과정에 놓이게 된다.
진화의 또 다른 주요 요인인 자연선택이 환경의 작용에 의해 적응에 유리한 유전형질만이 선택되는 것임에 비해 유전적 부동은 재생산 과정 자체에서 발현되는 것으로 그 결과가 생물에게 주는 유불리와는 관계없이 중립적이다. 집단의 크기가 작을 수록 유전적 부동이 주는 영향이 커진다.
자연선택과 유전적 부동 가운데 어떤 것이 진화에 보다 큰 요인이 되는지를 놓고 과학자들 사이에 활발한 토론이 이루어지고 있다. 유전적 부동을 진화의 부차적 요인으로 파악한 로널드 피셔의 견해가 오늘날에도 일반적으로 받아들여지고 있다. 그러나 1968년 기무라 모토가 제시한 중립 진화 이론은 유전적 부동이 대부분의 진화 과정에서 주된 요인으로 작용한다고 보고 있다.

## 구슬 채우기 실험

이 경우, 5세대에 걸친 유전자 부동의 결과 유전형질이 푸른색 구슬로 고착되는 과정을 보여준다.

유전적 부동은 하나의 병 속에 있는 구슬을 무작위로 꺼내어 그것을 기준으로 새로운 병에 구슬을 채우는 과정으로 생각할 수 있다. 예를 들어 한 병 속에 붉은 구슬 10개와 푸른 구슬 10개가 있다고 하자. 이것은 집단에 존재하는 각각의 대립형질을 상징한다. 이제 20개의 공 가운데 하나를 골라 그것과 같은 색의 공을 새 병에 넣는다. 이 과정을 20번 반복하면 새로운 병에 20개의 구슬을 모두 채울 수 있다. 기존의 병에 있는 구슬들은 부모 세대의 대립형질 발현빈도를 뜻한다. 새로운 병에 채워진 구슬들은 자식세대의 대립형질 발현빈도이다. 이 과정을 계속 하다보면 붉은 구슬의 숫자는 늘기도 하고 줄기도 하는 무작위 행보를 보인다. 그러다가 붉은 구슬의 수가 점차 줄어들어 완전히 사라질 수도 있는데, 이는 이 집단의 유전형질이 푸른색 구슬로 고착되었음을 뜻한다.

## 확률과 대립형질 발현빈도
유전적 부동은, '집단 내에서 대립형질의 발현빈도가 무작위적으로 변화하는 것'을 의미한다. 세대를 거쳐 유전형질이 유전되는 기제는 무작위 표본 추출의 과정으로 파악될 수 있다. 즉 유전적 부동은 표본 오차가 누적되어 나타난 결과이다. 큰 수의 법칙에 따라 집단의 크기가 충분히 크면 표본 오차 범위 내에서 일어나는 유전적 부동은 큰 의미를 갖지 못할 것이다. 그러나 표본의 크기가 작아진다면 표본 오차에 의한 유전형질 발현빈도의 변화는 다음 세대에 상당한 영향을 미칠 수 있다. 따라서 개체수가 작은 고립된 집단에서 나타나는 유전적 부동은 진화에 영향을 줄 수 있다. 이렇게 개체수가 일시적으로 작아져 유전적 부동의 영향을 받는 현상을 유전자 병목 현상이라 한다.
예를 들어 하나의 큰 군집을 이루는 박테리아가 있다고 하자. 이 박테리아는 박테리아의 생존이나 재생산에 영향을 미치지 않는 중립적인 유전자 하나를 갖고 있다. 이 유전자는 A형과 B형 두 개의 대립형질이 있다. 군집의 초기 상태에서 이 대립형질의 발현빈도가 같다고 하면 A와 B의 발현빈도는 모두 1/2가 된다.
이제 대립형질 A와 B가 다음 세대에 유전될 수 있는 모든 조합을 나열하여 표로 정리하면 다음과 같다.
| A | B | 조합                                                        | 조합 개수 | 확률 |
| - | - | ----------------------------------------------------------- | --------- | ---- |
| 4 | 0 | (A-A-A-A)                                                   | 1         | 1/16 |
| 3 | 1 | (B-A-A-A) (A-B-A-A) (A-A-B-A) (A-A-A-B)                     | 4         | 4/16 |
| 2 | 2 | (A-A-B-B) (A-B-A-B) (A-B-B-A) (B-A-A-B) (B-A-B-A) (B-B-A-A) | 6         | 6/16 |
| 1 | 3 | (A-B-B-B) (B-A-B-B) (B-B-A-B) (B-B-B-A)                     | 4         | 4/16 |
| 0 | 4 | (B-B-B-B)                                                   | 1         | 1/16 |

하나의 위치에 A 또는 B 가 올수 있고 이것이 네 번 반복되므로 각각의 조합이 발현될 확률은 다음과 같다.
{\displaystyle {\frac {1}{2}}\cdot {\frac {1}{2}}\cdot {\frac {1}{2}}\cdot {\frac {1}{2}}={\frac {1}{16}}}
그러나 위의 표에서 알 수 있듯이 A와 B의 발현비율이 동일할 확률은 6/16이며 그렇지 않을 확률은 10/16이 된다. 이제 임의의 조합 하나에서 발현되는 이항계수를 계산하기 위해 파스칼의 삼각형을 이용한 다음의 식을 대입하면, 박테리아 집단에서 나타나는 A 또는 B의 이항계수를 계산 할 수 있다.
{\displaystyle {N \choose k}(1/2)^{N}\!}
- N: 박테리아의 개체수
- K: 조합에서 A 또는 B가 발현한 개수
- () 함수: N에서 K를 선택할 때의 이항계수 함수

위의 식을 이용하여 박테리아의 개체수가 4이고 A의 발현 개수가 2개, 즉 전체 조합의 수가 4이므로 A와 B가 동일한 발현빈도를 보이는 경우를 계산하면 다음과 같다.
{\displaystyle {4 \choose 2}\left({\frac {1}{2}}\right)^{4}=6\cdot {\frac {1}{16}}={\frac {6}{16}}}
위 식에서 대립형질 A와 B가 동일하게 발현할 확률은 6/16 임을 알 수 있다. 이는 절반에 못 미치는 확률임으로 개체수가 작은 집단의 경우 다음 세대에서 유전자 발현 빈도가 변화할 가능성이 더 높다고 할 수 있다.

### 라이트 피셔 모델
앞의 예제는 A와 B의 대립형질을 갖는 한 종류의 유전형질만을 고려한 것이다. 생물은 일반적으로 하나의 세포에 2N의 유전자를 갖고 있기 때문에 이를 고려하면 계산은 좀더 복잡하게 된다. 2N의 유전자를 갖는 개체는 각각에서 서로 다른 유전자 발현빈도를 보이기 때문이다. 이를 고려하여 p와 q의 발현빈도를 갖는 경우, 다음 세대에서 p의 발현빈도를 갖는 유전형질이 k 번 나타날 확률은 다음과 같이 계산할 수 있다.
{\displaystyle {\frac {(2N)!}{k!(2N-k)!}}p^{k}q^{2N-k}}
- !: 계승

또는 간단히 다음과 같이 나타낼 수도 있다.
{\displaystyle {2N \choose k}p^{k}q^{2N-k}}

### 표본 오차의 다른 원인
무작위 추출 이외에도 자연선택이 가하는 압력이 다음 세대의 유전형질 발현빈도를 변화하게 한다.

## 고착

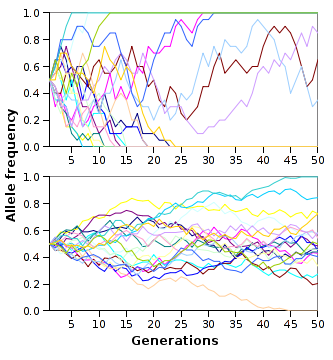
집단의 개체수가 10인 경우(위)와 100인 경우(아래) 20개의 독립적인 유전형질의 유전적 부동에 대한 시뮬레이션. 집단의 규모가 작으면 고착되는 유전자 수가 많아지게 된다.

위에서 살펴본 것과 같이 수학의 관점에서 보면 대립형질의 발현은 표본 오차와 관련되어 있다. 결과적으로 대립유전자 빈도는 무작위 행보를 보인다. 환경 요인에 의한 자연선택은 이러한 무작위 행보의 방향에 영향을 미친다. 즉, 생존과 재생산에 유리한 유전형질은 점차 상향되며 불리한 유전형질은 하향하게 된다. 이 과정이 지속되면 결국 집단 내에서 특정한 유전형질이 사라지거나 대표적인 특성이 되는 고착이 일어나게 된다. 때문에 동일한 유전자를 갖고 있었던 집단이라 할지라도, 유전적으로 격리되어 서로 다른 환경에 놓이게 되면 유전적 부동의 진행이 달라질 수 있다. 두 집단에서 대립형질의 발현빈도가 서로 다르게 나타나는 것이 오랫동안 지속된다면 결국 두 집단은 서로 다른 유전자 대립형질 세트를 갖게 될 것이다.
대립형질이 고착되는 시기가 언제 일 것인지는, 집단의 규모와 관련이 있다. 집단의 규모가 작을 경우 고착은 급격히 진행된다. 고착이 급격히 일어나는 집단 크기의 한계를 유효 집단 크기라 한다. 이때 유효 집단의 개체 수는, 집단의 전체 개체 수 중에서 너무 어리거나 늙어서 짝짓기를 할 수 없는 개체를 제외한 개체 수만을 고려한다.

## 중립진화이론
1968년 기무라 모토는 유전적 부동을 근거로 중립 진화 이론을 발표하였다. 기무라 모토는 대부분의 비부호화 DNA가 개체의 생존과 재생산에 영향을 미치지 않는 중립성을 보이는 것을 들어, 대부분의 DNA 돌연변이 역시 중립적이라 보았다. 기무라 모토는 중립 진화 이론을 발표한 초기에 유전적 부동이 자연선택보다 진화의 주된 요인일 수 있다고 하였다. 그러나 말년에 들어 기무라 모토는 중립 진화 이론이 자연선택을 배제하는 것이 아니라고 밝혔다.
중립 진화 이론은 생물 진화의 주요 원인이 중립적인 대립형질이 보이는 유전적 부동에 의한 것으로 본다. 유전자의 자연적인 돌연변이에 의해 발생된 특정한 유전형질은 세대를 거치면서 유전자 부동을 통해 자식 세대로 유전된다. 단세포 생물을 이용한 실험에서 이러한 대립형질의 발현빈도가 보이는 무작위 행보는 실시간으로 관찰될 수 있다. 반면, 유성 생식을 하는 다세포 생물의 경우, 이러한 대립형질의 유전자 부동은 생식 세포를 통하여 자식 세대에 전달되므로, 배아의 발생 과정에서 집단 내 대립형질의 유전자 부동이 관찰된다. 이러한 유전적 부동에 따라 세대를 거쳐 대립형질의 발현빈도가 계속하여 바뀌게 되고, 어떠한 대립형질은 고착되게 된다. 이렇게 고착된 대립형질은 더 이상 발현빈도가 변하지 않음으로 세대를 거쳐 누적되고 이러한 과정의 반복이 결국 진화로 나타난다.

## 같이 보기
- 근소적 종분화
- 항원소변이
- 유전자풀